# Warszawa (Rosja)
Warszawa (ros. Варшава) – osiedle typu wiejskiego w Rosji, w Kraju Ałtajskim.
Została założona w 1922, w 1931 zamieszkiwana przez 460 osób, w 2000 przez 129 osób, a w 2013 już tylko 35 osób.